# MasterChef România
MasterChef România este versiunea română a competiției de gătit MasterChef. Primul sezon a debutat pe data de 20 martie 2012. Emisiunea este difuzată pe canalul PRO TV.
Juriul original a fost format din Cătălin Scărlătescu, Sorin Bontea și Florin Dumitrescu, iar prezentator a fost Răzvan Fodor.  În sezonul 4, Scărlătescu, Bontea și Dumitrescu au fost înlocuiți de Patrizia Paglieri, Adrian Hădean și Florin Scripcă (Chef Foa).
Pentru sezonul 6, juriul emisiunii MasterChef a fost din nou modificat în totalitate, fiind aduși Răzvan Exarhu, Samuel Le Torriellec și Liviu Popescu. În sezonul 7 au fost aduși alți trei jurați: Joseph Hadad, Silviu Chelaru și Cosmin Tudoran, iar Răzvan Fodor a părăsit la rândul său emisiunea din poziția de prezentator. În sezonul 8 au fost schimbați doi dintre jurați, rămânând doar Joseph Hadad, alături de care a revenit Florin Scripcă (Chef Foa), al treilea fiind Radu Dumitrescu.
Pentru sezonul 9, Cătălin Scărlătescu, Sorin Bontea și Florin Dumitrescu revin în pozițiile de jurați, la zece ani după despărțirea de emisiune. Totodată cu revenirea celor trei chefi, se alătură și Gina Pistol în poziția de prezentator. 
Până în momentul actual, MasterChef România a desemnat 9 câștigători: Petru Buiucă, Aida Parascan, Jesica Zamfir, Ciprian Ogarcă, Andrei Voica, Robert Petrescu, Alina Gologan, Gabriela Dima,Georgiana Ene.

## Format

### Preliminarii
Dintre toți bucătarii amatori care s-au înscris la preselecții, au fost aleși doar o sută, care vor participa la Audițiile cu juriul. Bucătarii amatori vor avea la  dispoziție o oră pentru a pregăti un preparat ales de ei, iar apoi vor trebui să-l prezinte celor trei jurați. Fiecare jurat va gusta din preparatul concurentului, dându-și cu părerea înainte de a vota cu „da” sau „nu”. Pentru a primii șortul MasterChef, concurentul are nevoie de cel puțin doi de „da”. În sezonul 4 a fost introdus „Green card-ul”, oferind fiecărui jurat posibilitatea de a salva un concurent preferat care a primit doi de „nu” de la ceilalți jurați.

### Proba cutiei misterelor
În Proba cutiei misterelor, fiecare concurent primește o cutie în care se află un număr de ingrediente. Concurenții au la dispoziție aproximativ o ora pentru a găti un preparat la alegere, folosind ingredientele primite. După ce timpul acordat gătitului a expirat, cei trei jurați aleg cele mai bune preparate bazându-se pe aspectul vizual și pe tehnică. După ce jurații gustă din fiecare preparat, aceștia vor selecta un singur câștigător. Concurentul desemnat câștigător primește un avantaj în următoarea probă eliminatorie.

### Testul de inventivitate
Câștigătorul cutiei misterelor, va merge împreună cu cei trei jurați în cămara, unde aceștia îi vor explica în privat tema Testului de inventivitate și avantajul pe care acesta îl primește. Avantajele pe care concurentul câștigător le poate primi în proba Testului eliminatoriu sunt: avansarea automată în următoarea probă, selectarea temei specifice testului, sau atribuirea anumitor ingrediente pentru ceilalți bucătari amatori, pentru a-i încurca sau ajuta pe aceștia în probă. După ce câștigătorul a ales, aceștia se vor întorce în platou, unde jurații îi vor informa pe ceilalți concurenți despre tema Testului eliminatoriu. Concurenții au la dispoziție cinci minute pentru a-și alege ingredientele și ustensilele pe care le vor folosi în probă. De asemena, concurenții trebuie să se încadreze într-o perioadă de timp impusă de jurați. În această probă, jurații vor gusta din toate preparatele, bazându-se pe aspect, tehnică și gust. La final, cei trei chefi vor desemna doi câștigători, care vor ajunge căpitani de echipe în proba următoare. Cei mai criticați trei (sau mai mulți) concurenți vor ieși în față, iar jurații vor alege concurentul care va fi eliminat. În primele două sezoane, deținătorii celor mai rele farfuri ajungeau la Testul sub presiune, unde trebuiau să guste sau să ghicească mai multe ingrediente. Concurentul care ghicea cele mai puține ingrediente era eliminat.

### Proba de teren
Bucătarii vor fi transportați în diferite locații, unde vor fi împărțiți în două echipe. Echipele vor fi create de cei doi căpitani de echipă, având un număr egal de membri. Culorile echipelor sunt, roșu și albastru precum în Hell's Kitchen - Iadul Bucătarilor. Fiecare echipă va trebui să pregătească mai multe feluri de mâncare pentru un număr mare de persoane. La finalul probei, cele două echipe vor fi supuse la vot. Echipa care strânge cele mai puține voturi, pierde proba, iar membrii echipei se vor întoarce în Bucătăria MasterChef, unde  vor participa la Testul sub Presiune.

### Testul sub Presiune
Membrii echipei pierzătoare vor concura unul împotriva celuilalt pentru a pregăti un fel de mâncare standard, într-o cantitate limitată de timp, care necesită un grad mare de finețe de gătit, cum ar fi un sufleu. Unii membri ai echipei pierzătoare pot fi salvați de la Testul sub Presiune de jurați sau chiar de căpitanul echipei, fiind trimiși la balcon, de unde pot viziona restul probei împreună cu membrii echipei câștigătoare. Fiecare fel de mâncare este judecat la fel ca în Proba eliminatorie. Concurenții cu cele mai rele farfurii sunt chemați în față, de unde cei trei chefi vor numi concurentul sau concurenții care vor fi eliminați.

## Detalii
| Sezon | Premiera sezonului | Finalul sezonului | Nr. finaliști | Nr. episoade | Câștigători     | Locul 2         | Jurați                                             | Prezentator      |
| ----- | ------------------ | ----------------- | ------------- | ------------ | --------------- | --------------- | -------------------------------------------------- | ---------------- |
| 1     | 20 martie 2012     | 6 iunie 2012      | 21            | 13           | Petru Buiucă    | Mimi Nicolae    | Cătălin Scărlătescu Sorin Bontea Florin Dumitrescu | Răzvan Fodor     |
| 2     | 5 martie 2013      | 28 mai 2013       | 24            | 14           | Aida Parascan   | Alex Hora       | Cătălin Scărlătescu Sorin Bontea Florin Dumitrescu | Răzvan Fodor     |
| 3     | 18 martie 2014     | 10 iunie 2014     | 22            | 13           | Jesica Zamfir   | Irina Bucșă     | Cătălin Scărlătescu Sorin Bontea Florin Dumitrescu | Răzvan Fodor     |
| 4     | 15 septembrie 2014 | 23 decembrie 2014 | 24            | 25           | Ciprian Ogarcă  | Odette Mândruță | Patrizia Paglieri Adrian Hădean Florin Scripcă     | Răzvan Fodor     |
| 5     | 14 septembrie 2015 | 14 decembrie 2015 | 24            | 26           | Andrei Voica    | Liviu Balint    | Patrizia Paglieri Adrian Hădean Florin Scripcă     | Răzvan Fodor     |
| 6     | 13 februarie 2017  | 15 mai 2017       | 24            | 26           | Robert Petrescu | Ana Demian      | Răzvan Exarhu Samuel Le Torriellec Liviu Popescu   | Răzvan Fodor     |
| 7     | 9 septembrie 2019  | 14 noiembrie 2019 | 18            | 39           | Alina Gologan   | Cezar Marin     | Joseph Hadad Silviu Chelaru Cosmin Tudoran         | Fără prezentator |
| 8     | 12 ianuarie 2022   | 2 iunie 2022      | 20            | 26           | Gabriela Dima   | Marco Genna     | Joseph Hadad Radu Dumitrescu Florin Scripcă        | Fără prezentator |
| 9     | 10 septembrie 2024 | 11 decembrie 2024 | 20            | 27           | Georgiana Ene   | Gabriel Șerban  | Cătălin Scărlătescu Sorin Bontea Florin Dumitrescu | Gina Pistol      |

## Rezumatul sezoanelor

### Sezonul 1
Primul sezon a luat startul pe 20 martie 2012 și s-a încheiat pe 6 iunie 2012. În urma preselecților, 21 de bucătari amatori au fost aleși de cei trei chefi să intre în mult dorita Bucătărie MasterChef. După ce a învins-o pe Mimi Nicolae în Marea Finală, Petru Buiucă, un tânăr de 23 de ani a fost desemnat primul MasterChef al României. Buiucă, a primit un cec în valoare de 50.000 de euro.

### Sezonul 2
Al doilea sezon a debutat pe data de 5 martie 2013 și a luat sfârșit pe 28 mai 2013. A doua serie a avut un număr de 24 de concurenți. În Marea finală, Aida Parascan, o casnică stabilită în Italia, dar revenită în România, special pentru acest concurs, a devenit a doua câștigătoare MasterChef România. Parascan i-a învins în Marea Finală pe Alex Hora și Mihai Toader. Premiul a rămas la fel, 50.000 de euro.

### Sezonul 3
Al treilea sezon a debutat pe 18 martie 2014 și s-a încheiat pe 10 iunie 2014. După rundele eliminatorii, 22 de bucătari amatori au intrat în Bucătăria MasterChef. A treia câștigătoare MasterChef a fost Jesica Zamfir, o tânără de 28 de ani, care i-a învins în Marea Finală pe Irina Bucșă și Rareș Calotă. Premiul a rămas la fel ca în primele două sezoane.

### Sezonul 4
Al patrulea sezon a luat startul pe 15 septembrie 2014 și s-a încheiat pe 23 decembrie 2014 .

### Sezonul 5
Al cincilea sezon a debutat pe 14 septembrie 2015 și s-a încheiat pe 14 decembrie 2015.

### Sezonul 6
Cel de al șaselea sezon a început pe 13 februarie 2017 și revine cu trei noi jurați.

### Sezonul 7
Cel de al șaptelea sezon a început pe 9 septembrie 2019 și s-a finisat pe 14 noiembrie 2019. Acest sezon este mai diferit decât cele precedente deoarece este primul sezon care nu are prezentator, iar formatul emisiunii a devenit unul de reality show. De asemenea durata emisiunii s-a scurtat la 60 de minute.

### Sezonul 8
Cel de al optulea sezon a început pe 12 ianuarie 2022 și s-a încheiat pe 2 iunie 2022. Acest sezon a rămas Joseph Hadad dar s-au schimbat jurații după absența lui FOA după 7 ani revine la MasterChef România și MasterChef România a prelungit cu 120 de minute în fiecare miercuri și joi a fost la ora 20:30 dar dupa asta din februarie 2022 a fost mutat la ora 21:30 în fiecare joi.

### Sezonul 9
Cel de-al nouălea sezon a început pe 10 septembrie. După o absență de 10 ani, Sorin Bontea, Florin Dumitrescu și Cătălin Scărlătescu revin în poziția de jurați, iar Gina Pistol este noua prezentatoare de la MasterChef România. Programul a fost prelungit la 180 de minute, emisiunea fiind difuzată în fiecare luni și marți de la 20:30 până la 23:30. Georgiana Ene a fost câștigătoare, învingându-i pe Gabriel Șerban și Sebi Dascălu. Premiul a avut valoarea de 75.000 de euro. 

## Controverse
În cel de-al doilea sezon, în timpul unei Probe de teren, concurentul, Georgeo Andrei, a avut o discuție aprinsă cu Florin Dumitrescu, unul dintre jurați. Mai târziu, Andrei a afirmat că ar fi fost agresat de către Dumitrescu. Pe de altă parte, Dumitrescu a spus chiar în emisiunea MasterChef că nu a existat nicio agresiune. Potrivit unui document trimis la CNA, concurentul ar fi solicitat de două ori ca producătorul emisiunii de gătit să nu mai difuzeze secvențe în care acesta apare. Cererea a fost făcută încă de la sfârșitul lunii martie, ajungând chiar și pe masa CNA.
„Vă informez că am participat în calitate de concurent la emisiunea MasterChef – Pro TV. Întrucât contractul între părți a fost reziliat din motivul agresiunii subite pe data de 1 martie 2013, în urma căreia s-a început o anchetă de cercetare penală, deci a nerespectării contractului din partea Producătorului, am notificat de două ori postul Pro TV și producătorul să nu difuzeze imagini cu subsemnatul întrucât nu dețin drepturi de autor asupra imaginii mele”, a scris acesta în solicitarea trimisă la CNA.
„Această decizie a mea nu a fost respectată și în continuare nu este respectată de Pro TV continuând difuzarea emisiunii cu imagini în care subsemnatul este concurent în emisiune. De asemenea am cerut să mi se transmită filmarea agresiunii făcute, cu cele două camere prezente în acel moment și nu am primit niciun răspuns”, a mai scris acesta în reclamația trimisă la CNA.
Subiectul a fost dezbătut mai apoi, de reprezentanții CNA însă, aceștia au decis că nu se pot amesteca întrucât nu cunosc contractul dintre cele două părți.

## MasterChef - Proba Celebrității
MasterChef - Proba Celebrității este un show culinar, asemănător cu seria originală, doar că de data aceasta, concurenții au fost celebrități.